# Gustavo Becerra-Schmidt
Gustavo Becerra-Schmidt (* 25. August 1925 in Temuco, Cautín; † 3. Januar 2010 in Oldenburg) war ein chilenischer Komponist und Musikwissenschaftler.

## Leben

### Tätigkeiten
Becerra-Schmidt studierte Komposition bei Pedro Humberto Allende Sarón, Violine bei Ernesto Ledermann, Klavier bei Alberto Spikin-Howard und Chor- und Orchesterleitung bei Armando Carvajal am Conservatorio Nacional de Música in Santiago. 1951 graduierte er in Komposition und Musikwissenschaft an der Universidad de Chile. 1946 wurde er Professor für Musikanalyse am Conservatorio Nacional de Música der Universidad de Chile, ab 1951 als Ordinarius. Von 1954 bis 1956 unternahm er eine Studienreise nach Italien, Österreich, Deutschland, Frankreich und Spanien. Er setzte sich hierbei mit der „Darmstädter Schule“ auseinander. Von 1960 bis 1962 leitete er das Instituto de Extensión Musical (IEM) der Universidad de Chile. 1961 gründete er „Taller 44“ (eine Art Musik-Volkshochschule) an der Fakultät Kunst und Wissenschaft der Universidad de Chile. Diese „Werkstatt“ war eine Keimzelle des Nueva Canción de Chile. Von 1968 bis 1970 war er als Sekretär der Facultad de Ciencias y Artes Musicales y Escénicas der Universidad de Chile am Reformprozess der Universität beteiligt. 1971 wurde er zum Kultur- und Presseattaché der Regierung Salvador Allendes an der Chilenischen Botschaft in der Bundesrepublik Deutschland berufen.
1973 nach dem Militärputsch in Chile wurde er aus dem Diplomatischen Dienst und als Mitglied der Universidad de Chile entlassen. Von 1974 bis 1990 wirkte er als wissenschaftlicher Mitarbeiter für Analyse, Komposition und Musiktheorie an der Carl von Ossietzky Universität Oldenburg. Dadurch erhielt er lebenslange Duldung in Deutschland.

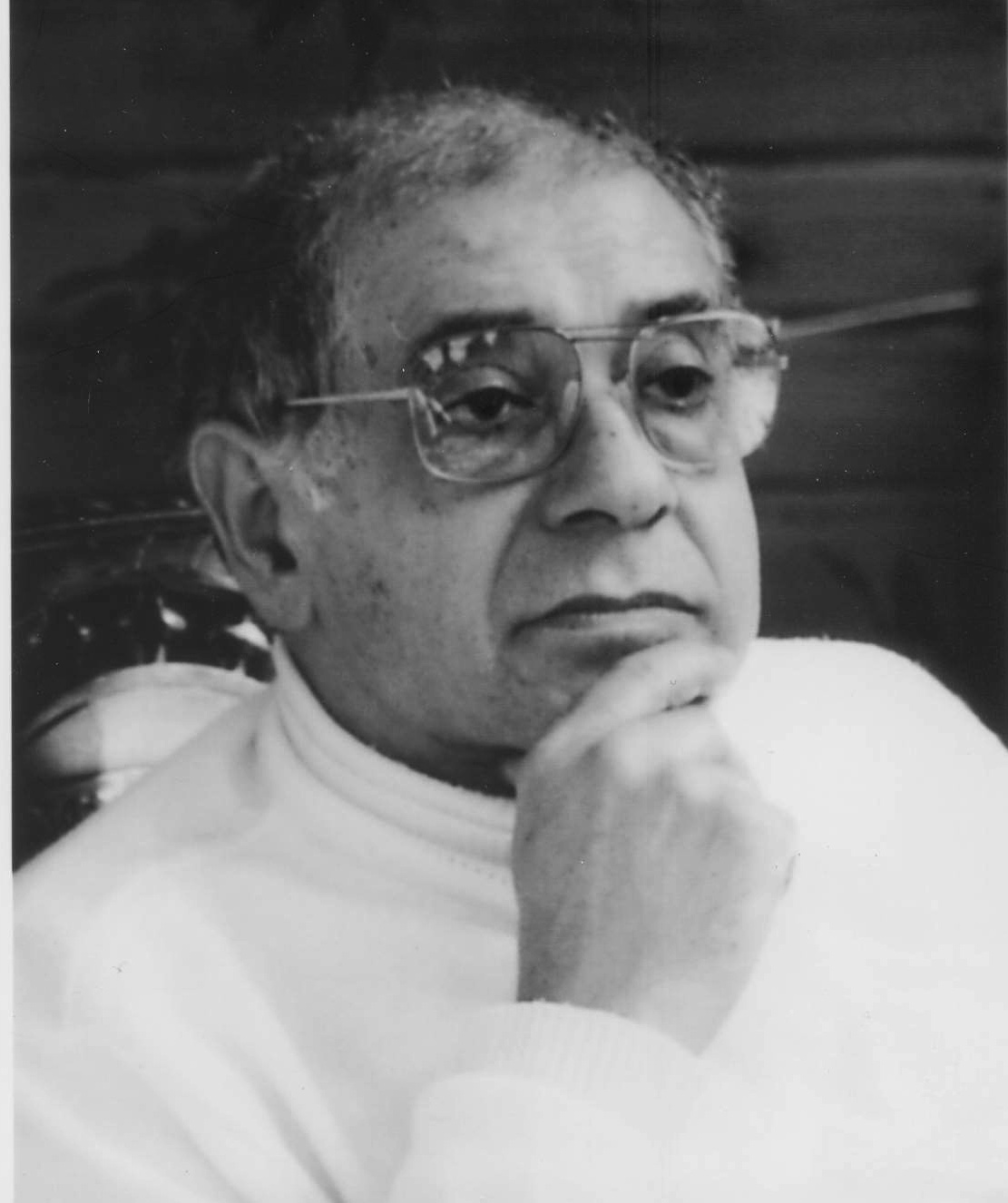
Becerra-Schmidt 1983 als Komponist des Ossietzky-Oratoriums

1988 unternahm er seine erste Reise nach Chile seit 1973 zur Aufführung von „Machu Picchu“ in Santiago infolge des Referendums zur Abdankung Augusto Pinochets. 1992 erfolgte seine Rehabilitation in Chile. Er übernahm in diesem Kontext eine Gastprofessur an der Universidad Católica de Chile und später den Titel des Emeritus an der Universidad de Chile. In Folge hielt er mehrere Gastvorlesungen. 1998 übernahm er eine Gastprofessur an der Musikschule der Universidad de La Serena (Chile).

### Auszeichnungen
- 1969 Ernennung zum Mitglied der Akademie „Bella Artes del Instituto de Chile“. Spektakuläre Beitrittsvorlesung „El mito del talento en músic“ (Der Mythos des Musiktalents).
- 1971 „Premio National de Arte“ von Chile.[1]
- 1995 „Medalla de Plata al Mérito des las Artes“ von Spanien.
- 1997 Juryvorsitz des Musikwissenschaftlichen Wettbewerbs der „Casa de las Américas“.
- 1998 Mitglied des Ehrenrates der Zeitschrift „Revista Musical Chilena“.[2]

### Schüler
Schüler in Chile waren Luis Advis, Carlos Botto Vallarino, Gabriel Brnčić, Roberto Falabella, Fernando García, Melikof Karaian, Sergio Ortega, Hernán Ramírez Ávila, David Serendero, Edmundo Vásquez und Cirilo Vila Castro sowie die Musikwissenschaftler Raquel Bustos Valderrama und Luis Merino Montero. Schüler in Deutschland waren Friedemann Schmidt-Mechau, Roland Schmenner und Kai Leinweber.

## Angewandte Komposition und Semiotik
Gustavo Becerra-Schmidts Gesamtwerk umfasst alle Gattungen einschließlich Filmmusik und elektroakustischer Musik. Seine Werke „absoluter“ Instrumentalmusik sind häufig Auftragskompositionen und für konkrete Aufführungssituation bestimmt. In seiner Zeit in Chile (bis 1970) vertonte er 21 Filme, die dem Wahlkampf der Unidad Popular dienten („Imágines Antárctica“ 1963, „Al Vaparaíso“ 1969, „De Amor Americana“ 1965 u. a.). Er beschäftigte sich musikalisch und theoretisch mit der indigenen Musik Lateinamerikas und integrierte diese in das europäische Musikidiom („La Cueca Larga“ 1961, Oratorien wie „La Araukana“ 1965, „Lord Crochane de Chile“ 1967 und „Macchu Picchu“ 1966, 1988 uraufgeführt). Die „okzidentale Musik“ befindet sich nach Becerra-Schmidts Meinung in einer Krise.
Von 1958 bis 1959 publizierte Becerra-Schmidt in der „Revista Musical Chilena“ in sieben Folgen eine Kompositionslehre, die seine Angewandten Kompositionen semiotisch, also kommunikationstheoretisch, begründeten. Dieser Theorie, die einen markanten Beitrag zur Frage nach einer genuin lateinamerikanischen Kunstmusik darstellte, war er zeitlebens verpflichtet.
Im deutschen Exil verstand sich Becerra-Schmidt explizit als politischer Komponist. Werke wie die Kantate „Chile 1973“ 1973/74, „La Voz de Chile“ 1978 oder sog. „Populäre Kantaten“ für die Gruppe Quilapayun („Americas“ 1978, „Allende“, „Revolución“, „Memento“ 1980) thematisierten explizit die politische Situation in Chile. Überwiegend jedoch komponierte Becerra-Schmidt für die Friedensbewegung in der Bundesrepublik, u. a. 1983 sein Hauptwerk „Carl von Ossietzky Oratorium“, das den Namensstreit um die Carl von Ossietzky Universität Oldenburg thematisierte. Er schuf zudem zahlreiche Kompositionen auf Texte von Pablo Neruda, Bertolt Brecht und Erich Fried.

## Werke
Das Werkverzeichnis umfasst insgesamt 266 Titel, von denen 232 auf dem „open score“-Internetportal „Becerra-Schmidt-Archiv“ frei zugänglich sind.

### Orchester- und Sinfonische Musik (Auswahl)
- Sinfonía für Orchester (1955)
- Sinfonía (de profundis) für Orchester (1957)
- Concierto para Piano y Orquesta (1958)
- Konzert für Cello und Orchester  (1983)
- Konzert für Schlagzeug und Orchester (1984)
- Concierto für Flöte, Gitarre, Orchester (1987)
- Variationen für Orchester (1992)
- Concierto para Guitarra y Orquesta für Gitarre, Orchester (1964/2003)
- Concierto para Oboe y Orquesta (2003)
- Concierto para Viola y Orquesta (2004)

### Kammermusik, instrumental (Auswahl)
- Las Pascualas für Gitarre (1957)
- Sonata para Guitarra No. 2 für Gitarre (1956)
- Ludor y Latigo für Stimme, Gitarre (1963)
- Provocación für viele Soloinstrumente, Klavier (1970)
- Scanning Variations für solistische Instrumente (1972)
- Ossietzky Lied für Gitarren, Percussion, Sprecher, 5 Stimmen (1975)
- Sonata para 2 Guitarras für 2 Gitarren (1978)
- Charivari für Piccolo, Flöte, Bassflöte (1979)
- Die Statuten des Menschen für Kammerorchester (1990)
- 3 Stücke für Congas und Flügel für 4 Kongas, Flügel (1990)
- Black Holefür Kammerensemble (1995)
- Temucana für Solo Cello, Kammerorchester (1995)
- A toi de jouer für Ensemble (1997)
- Niggunium I, II, III für Flöte, Klavier (1999)
- Tasten für Klavier (2001)
- Amerindia für Flöten und Percussion (o. J.)

### Kammermusik mit Gesang (Auswahl)
- 5 Canciones Sefardistas (1958–59)
- Agua Dormida für Stimme, Flügel (1971)
- Los Satrapas (Die Lakaien) für Stimme und Kammerensemble (1973)
- Ossietzky Lied für Gitarren, Percussion, Sprecher, 5 Stimmen (1975)
- La Voz de Chile für Stimme und Klavier (1978)
- Memento für Quilapayun, d. h. Percussion, Gesang, Charango (1980)
- Revolución für 4 Männerstimmen (1981)
- Die Statuten des Menschen für Stimme und Klavier (1984)
- Die Ursachen des Krieges für Stimme (Tenor), Gitarre (1985)
- Das Schweigen für Alt, Klavier (1986)
- Kinderkreuzzug für Stimme (Rezitation), Orchester (1990)
- Chanukka für zwei Stimmen, Flöten, Klavier (1991)
- Versos sueltos für Sopran und Klavier (2003)

### Chormusik, Kantaten, Oratorien, Opern (Auswahl)
- La Muerte de Rodrigo, Oper für Stimmen, Chor, Orchester (1945–1973)
- La Cueca Larga für Chor, Percussion, Klavier (1961)
- La Auracana für Chor, Rezitation, Orchester (1965)
- Cantata del Amor Americano für Chor und Orchester (1965)
- Macchu-Picchu für Sprecher, Sopran, Chor, Orchester (1966)
- Lord Cochrane de Chile, Kantate (1967)
- Elegia para muerte des Lenin (1970)
- Chile 1973, Kantate (1973–1974)
- Allende - Cantata Popular für Stimmen, Chor, Orchester (1978)
- Ossietzky Oratorium für Soli, Chor, Orchester (1983)
- Singen, wann? für Chor (1988)
- Kinderkreuzzug für Stimme (Rezitation), Orchester (1990)
- Trotz alledem für Chor und Orchester (1990–1991)
- Muerte del Mar für Chor und Orchester (1992)

### Elektroakustische Musik
- Lenin (1971)
- Batuque (1971)
- Nocturno (1974)
- Progressiones (1976)
- Strukturen (1978–1980)
- Cuando (1978–1980)
- Quipus (1978–1980)
- Batallas para Allende (1979)
- Balistocata (1979)
- Oda al mar (1986)
- Interior (1987)
- Concierto para 4 pianos ampleados (2004)
- Poema para percuissiones nsampleados Música Cibernética (2008)

### Theorie und Musikwissenschaft
Gustavo Becerra-Schmidt hat 50 musikwissenschaftliche Aufsätze in Fachzeitschriften geschrieben. Die siebenteilige Abhandlung „Crisis de enseñanza de la composición en occidente“ in deutscher Übersetzung im Becerra-Schmidt-Archiv. Hier eine Auswahl:
- „Qué es la música electrónica“. Revista Musical Chilena 11 No. 56, 1957, S. 27–44.
- Die Krise in der abendländischen Kompositionslehre. „Crisis de enseñanza de la composición en occiedente“. In: Revista Musical Chilena 58/1958. S. 9–18.*
- „Crisis de enseñanza de la composición en occidente . (II) Ritmo“. In: Revista Musical Chilena 59,/1958. S. 48–75.*
- Semantische, morphologische und expressive Aspekte der Melodik und der musikalischen Horizontalität.  „Crisis de enseñanza de la composición en occidente (III)“. In: Revista Musical Chilena 60/1958; S. 100–124.
- Morphologische, semantische und expressive Probleme der Polyphonie. „Crisis de enseñanza de la composición en occidente (IV)“. In: Revista Musical Chilena  61/1958. S. 57–81.*
- Morphologische, semantische und expressive Probleme der Harmonie. „Crisis de enseñanza de la composición en occiednte (V)“. In: Revista Musical Chilena 62/1958. S. 44–58.*
- Probleme der Form, ihrer Semantik, ihrer Expressivität. „Crisis de enseñanza de la composición en occidente (VI)“. Revista Musical Chilena  63/1959. S. 54–66.*
- Probleme der Klangfarbe.  Morphologie, Semantik und Ausdruck. „Crisis de enseñanza de la composición en occidente (VII)“. In: Revista Musical Chilena  64/1959. S.  71-79.*
- Annäherung an eine Definition der Musik.  „En torno a la definción de la música“. In: Revista Musical  Chilena 106/1969. S. 35–45.*
- Tendenzen im zeitgenössischen Kunstschaffen. Zur Internationalität der neuen Musik. „Tendencias de la creación contemporánea. Internacionalidad de la nueva música“. In: Música y Sociedad en los años 90. Consejo Iberoamericano de la Música 1995. S. 132–135 (= Vorlesung im Rahmen des "Congreso Iberoamericano" 1994).*
- Die Möglichkeit einer zeitgenössischen Musik-Rhetorik. „La posibilidad de una retórica musical hoy“. In: Revista Musical Chilena  189/1998. S. 37–52.
- Die Rolle der Musikwissenschaft im kulturellen Globalisierungsprozess. „Rol de la musicología en la globalización de la cultura“. In: Revista Musical Chilena 190/1998. S. 36–54.